# デトネーションナノダイヤモンド

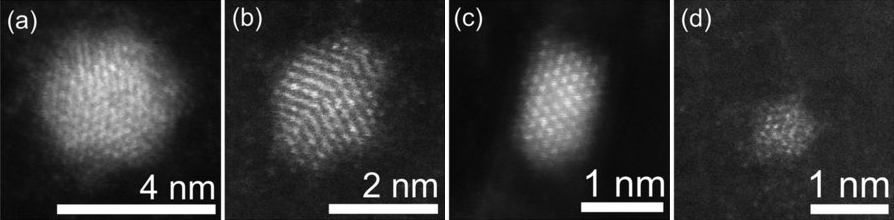
520°Cでのアニーリング前後の個々のDND

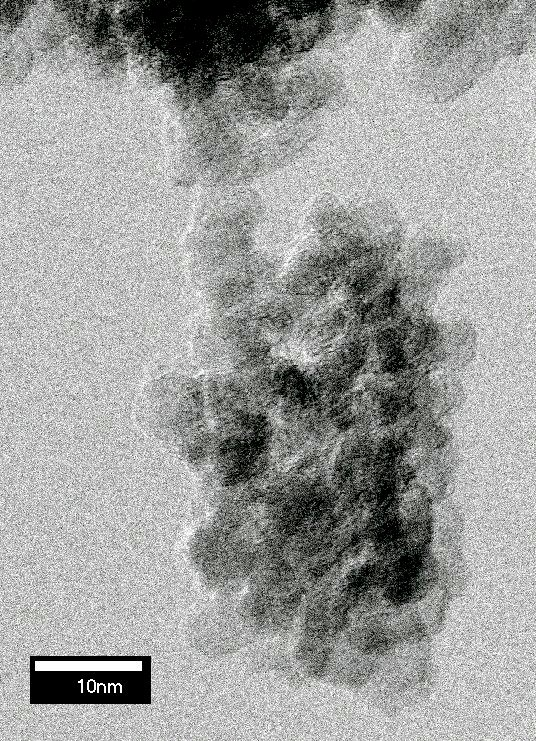
集約されたDNDの電子顕微鏡写真

トリニトロトルエン（TNT爆薬）

ヘキソゲン（RDX爆薬）

デトネーションナノダイヤモンド（Detonation nanodiamond、略称： DND ）は爆薬レンズを使用して生み出されたデトネーションによって作られたダイヤモンドの微小粉末です。 TNT / RDXの酸素欠乏爆発性混合物が密閉チャンバー内で爆発すると、数マイクロ秒のスパンで爆発波の前端に直径 5 nmのダイヤモンド粒子が形成されます。

## プロパティ
デトネーション後のダイアモンドの収量は、合成条件、特にデトネーションチャンバー内の冷却媒体（水、空気、CO 2など）の熱容量に大きく依存します。冷却能力が高いほど、ダイヤモンドの収率が高くなり、90％に達する可能性があります。合成後はダイヤモンドが強酸で溶けない事を利用して酸中で長時間（約1〜2日）沸騰させる高温高圧装置（オートクレーブ）を使用して、ススからダイヤモンドを抽出します。沸騰により、チャンバーの材料に起因するほとんどの金属汚染と非ダイヤモンドカーボンが除去されます。
X線回折や高分解能透過型電子顕微鏡法を含むさまざまな測定により、すす中のダイヤモンド粒子のサイズが直径約 5 nmに分布していることが明らかになりました。 粒子は凝集に関して不安定であり、自発的にマイクロメートルサイズのクラスターを形成します（上の図を参照）。接着力が強く、数個のナノ粒子間の接触により、基板に付着したマイクロメートルサイズのクラスターを保持できます。 
ナノサイズのダイヤモンドは、相対表面積が非常に大きくなっています。その結果、その表面は自然に周囲の大気から水と炭化水素分子を付着させます。 ただし、適切な取り扱いを行うことで、きれいなナノダイヤモンド表面を得ることができます。 
デトネーションナノダイヤモンドは、ほとんどがダイヤモンド立方格子を持ち、構造的に不完全です。高分解能透過型電子顕微鏡で示唆されているように、主な欠陥は双晶です。 ダイヤモンド合成の炭素源であるTNT / RDX爆発性混合物は窒素が豊富ですが、ダイヤモンド粒子内の常磁性窒素の濃度は100万分の1（ppm）未満です。 常磁性窒素（ダイヤモンド格子の炭素を置換する中性窒素原子）は、ダイヤモンドの窒素の主要な形態であるため、デトネーションナノダイヤモンドの窒素含有量はおそらく非常に低いです。

## 代替合成方法
ダイヤモンドナノ結晶は、超音波キャビテーションを使用して、大気圧および室温で有機液体中のグラファイトの懸濁液から合成することもできます。収率は約10％です。この方法で製造されたナノダイヤモンドのコストは、 HPHTプロセスと競争力があると推定されています。  
別の合成技術は、高エネルギーレーザーパルスによるグラファイトの照射です。得られたダイヤモンドの構造と粒子サイズは、爆発で得られたものとかなり似ています。特に、多くの粒子は複数の双晶を示します。 
ケースウエスタンリザーブ大学の研究グループは、マイクロプラズマプロセスによって周囲条件に近い条件で2〜5nmのサイズのナノダイヤモンドを製造しました。 ナノダイヤモンドはガスから直接形成され、成長するための表面を必要としません。

## 実用例
ナノダイヤモンドをベースにした市販製品は、次の用途に利用される。
1. ラップ加工と研磨（例： Sufipol）;
2. エンジンオイルへの添加剤（例： ADDO）;
3. 金属産業用の乾式潤滑剤（W-、Mo-、V-、Rh-ワイヤーの伸線加工）;
4. プラスチックおよびゴム用の補強フィラー。機械的および熱的特性の変更用途。 [8]
5. プラスチックおよびゴム用の熱フィラー。電子機器に使われる熱伝導性であるが電気絶縁性の材料を作成する[9] ） ;
6. 電気めっき電解液への添加剤（例： DiamoSilb、DiamoChrom、 [10] Carbodeon uDiamond [11] ）

## 医学での使用
ナノマテリアルは、今日の送達剤の悪影響を生み出すことなく、化学療法薬を細胞にシャトルすることができます。ナノダイヤモンドのクラスターが薬剤を取り囲み、それらが健康な細胞から分離されたままであることを保証し、不必要な損傷を防ぎます。目的の標的に到達すると、薬剤は癌細胞に放出されます。数十万個が針の目に収まる可能性のある残りのダイヤモンドは、仕事を終えると細胞に炎症を引き起こしません。  

## イグノーベル2012平和賞
2012年、SKN Companyは、古いロシアの弾薬をナノダイヤモンドに変換したことでイグノーベル平和賞を受賞しました。 